# أوتيل إيريرا

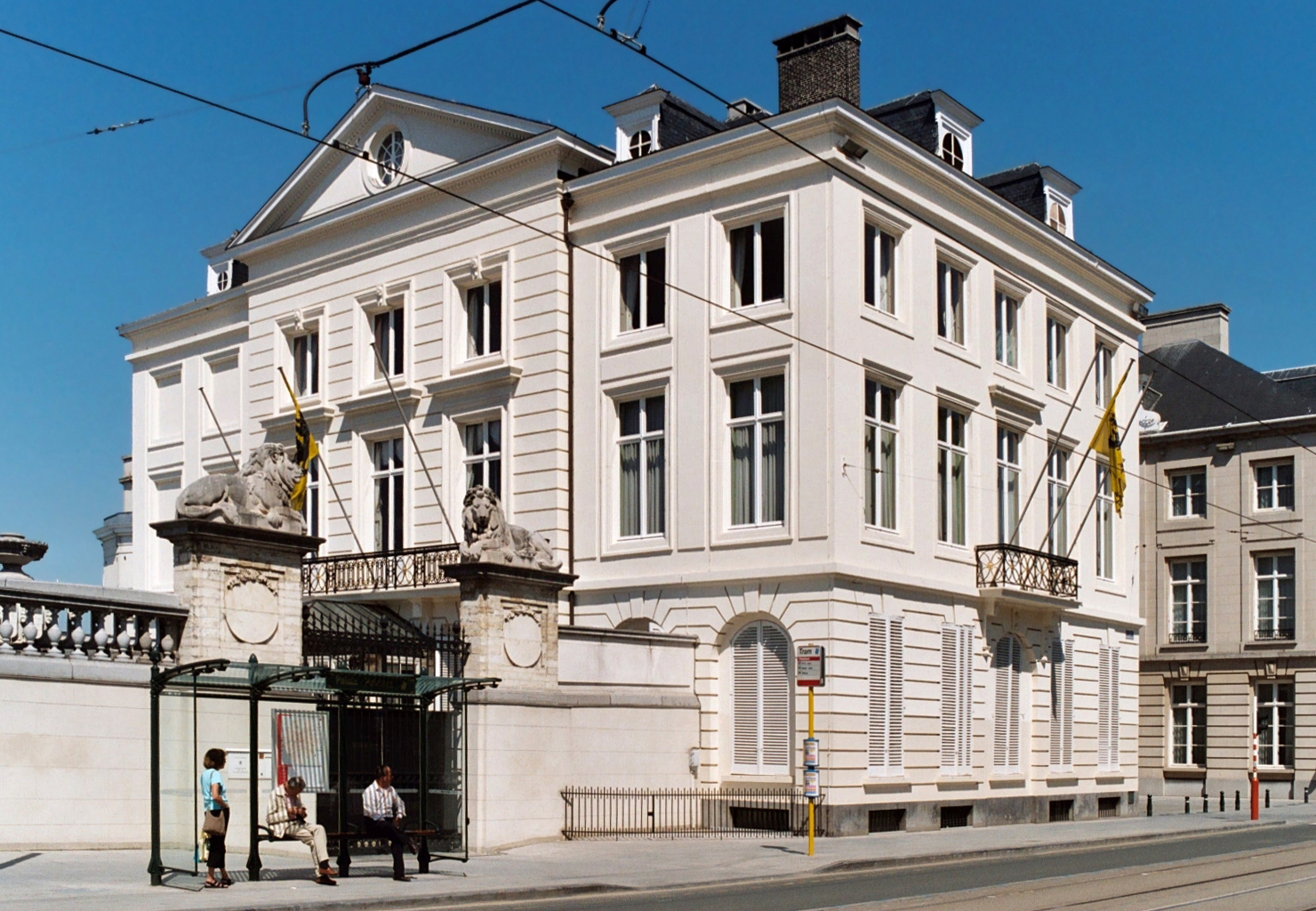
أوتيل إيريرا

أوتيل إيريرا أو إيريراهاوس (الفرنسية: Hôtel Errera، الهولندية Errerahuis) هو مبنى في بروكسل يقع على الشارع الملكي بالقرب من حديقة بروكسل ، مقابل القصر الملكي في بروكسل ، بمحاذاة قصر الفنون الجميلة. هو قصر للنبلاء بني بين عامي 1779 و1782.
صمم البيت في القرن الثامن عشر على الطراز الكلاسيكي الحديث وبني تحت إشراف المهندس المعماري الفرنسي بارنابيه غيمار، الذي أشرف أيضًا على العديد من المباني الأخرى في المنطقة المجاورة للميدان الملكي, الشارع الملكي وشارع القانون، بما في ذلك قصر الأمة وكنيسة القديس يعقوب على كودنبيرغ، وأوتيل بيلفيو ومباني المحكمة الدستورية ومحكمة التدقيق ومقر برلمان المجتمع الفرنسي في بلجيكا (أوتيل دي لين).
كان المنزل في البداية مأوى مدنيًا لدير خريمبيرخن، الذي حصل على الأرض للبناء من الإمبراطورة ماريا تيريزا من النمسا. تم شراء المنزل في عام 1868 من قبل المصرفي الإيطالي جاك إيريرا. في عام 1980 اشترت الدولة البلجيكية المبنى لإيواء كونسرفاتوار بروكسل الملكي.
في 8 ديسمبر 1983، تم تصنيف المبنى كمعلم للتراث المعماري. وفي عام 1992، استحوذ المجتمع الفلمنكي على العقار، ليتم استخدامه بعد الترميم ليكون المقر الرسمي للحكومة الفلمنكية.